# Mariano Navone
Mariano Navone (født 27. februar 2001 i Nueve de Julio, Argentina) er en professionel tennisspiller fra Argentina.